# سان بييترو موزيتسو
سان بييترو موزيتسو هي بلدية في مقاطعة نوفارا في إيطاليا، ضمن منطقة بييمونتي، وتقع على بعد حوالي 80 كيلومتر (50 ميل) شمال شرق تورينو وحوالي 5 كيلومتر (3 ميل) غرب نوفارا.
تنقسم سان بييترو موزيتسو إلى أربع فرازيوني (أحياء)—سان بييترو (مركز إداري), سيستو، موزيتسو ونيبيا—وثلاث قرى—كاشينازا، سان ستيفانو وتوري سان بيترينا (المنطقة الصناعية لسان بييترو موزيتسو). يمر قناة كافور عبر البلدة.
تحد سان بييترو موزيتسو البلديات التالية: بياندرا، بريونا، كالتينجا، كاساليجو نوفارا، كاسالينو، نوفارا، وفيكولونجو.

## المعالم الرئيسية
- الكنيسة الرعوية للقديس بطرس (القرن السادس عشر)
- الكنيسة الرعوية للقديسين فيتو ومودستو (القرن الثاني عشر)
- الكنيسة الرعوية للقديسين كويريكو وجوديث، في سيستو
- الكنيسة الرعوية للقديس لورينزو (القرن الحادي عشر)، في نيبا
- مزرعة موتا، والتي تثبت وجودها من خلال فاتورة بيع بتاريخ 2 أغسطس 1380 بين جيان جالياتسو فيسكونتي وأنطونيو بوتسو، حيث تم نقل ملكية أراضي فينزاجليو